# Malapropismo
Um malapropismo é o uso de uma palavra incorreta no lugar de uma palavra com som semelhante, resultando em uma expressão sem sentido, às vezes bem-humorada. Um exemplo em inglês é a afirmação do jogador de beisebol Yogi Berra: "Texas has a lot of electrical votes", em vez de "electoral votes". Um exemplo em português é "fio de beque" em vez de "feedback". Os malapropismos geralmente ocorrem como erros no discurso natural e, às vezes, são objeto de atenção dos mídia, principalmente quando cometidos por políticos ou outros indivíduos proeminentes. O filósofo Donald Davidson disse que os malapropismos mostram o processo complexo pelo qual o cérebro traduz pensamentos em linguagem.
Os malapropismos humorísticos são do tipo que atrai mais atenção e comentários, mas os malapropismos leves são comuns na fala e na escrita.

## Etimologia

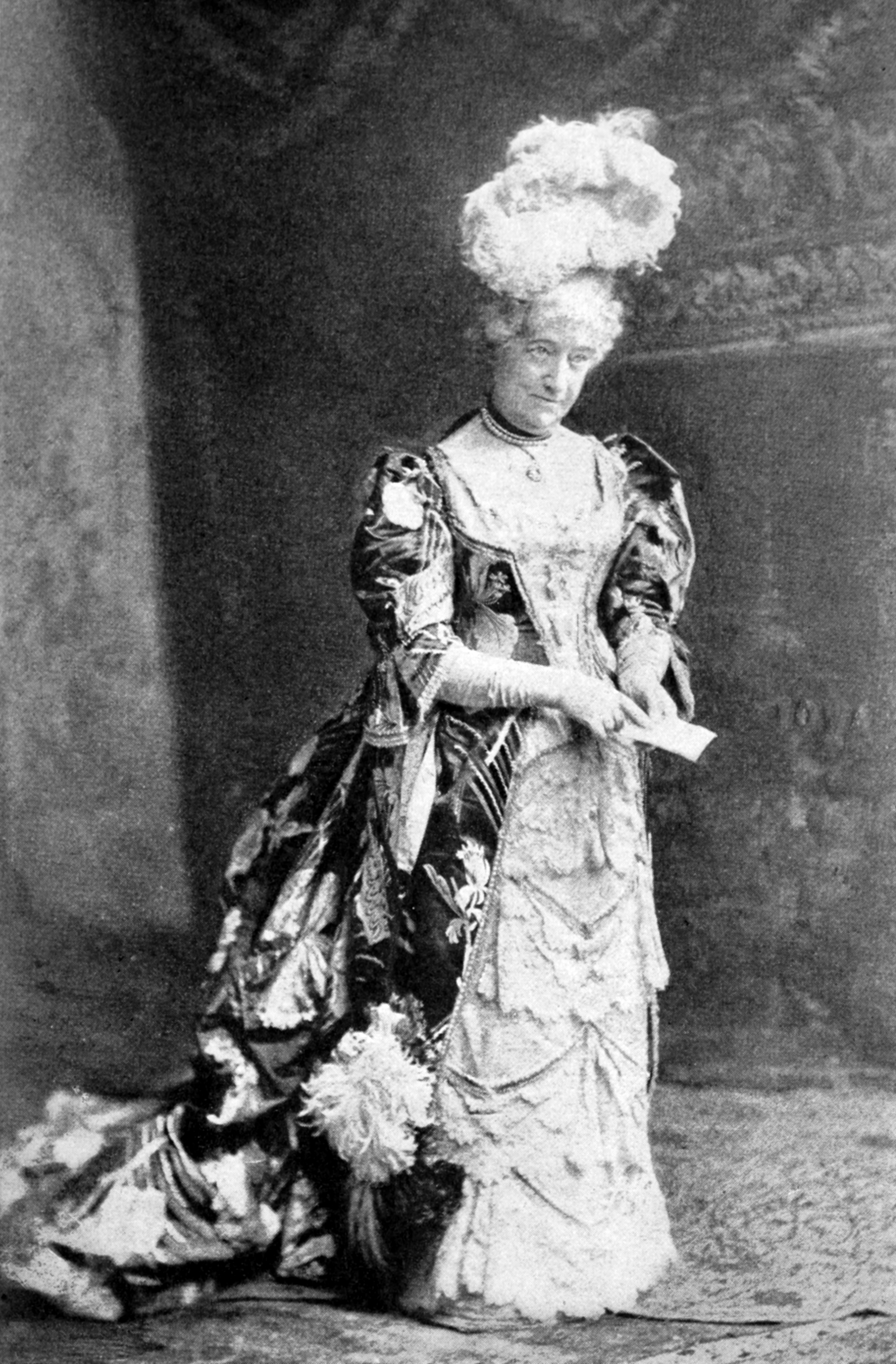
Louisa Lane Drew como Sra. Malaprop em uma produção de 1895 de The Rivals

A palavra "malapropismo", provém do inglês malapropism, a partir do antropónimo "Malaprop", uma personagem da peça de 1775, Os Rivais, de Richard Brinsley Sheridan. A Sra. Malaprop frequentemente erra (para efeito cômico) usando palavras que não têm o significado que ela pretende, mas que soam semelhantes às palavras que têm. Sheridan presumivelmente escolheu seu nome em referência humorística à palavra malapropos, um adjetivo ou advérbio que significa "inadequado" ou "inapropriadamente", derivado da frase francesa mal à propos (literalmente "mal colocada"). De acordo com o Oxford English Dictionary, o primeiro uso registrado de "malapropos" em inglês é de 1630, e a primeira pessoa conhecida por ter usado a palavra "malaprop" no sentido de "erro de fala" foi Lord Byron em 1814.